# Halalaimus anne
Halalaimus anne is een rondwormensoort uit de familie van de Oxystominidae. De wetenschappelijke naam van de soort is voor het eerst geldig gepubliceerd in 1972 door Sergeeva.